# نادي سول دي أميريكا
نادي سول دي أمريكا (بالإسبانية: Club Sol de América) هو نادي رياضي باراجواياني، معروف بشكل أساسي بفريق كرة القدم. يقع النادي في باريو أوبريرو ، أسونسيون ، وتأسس عام 1909. يقع الملعب الذي يستخدمه النادي لمعظم مبارياته في ضاحية فيلا إليسا على حدود العاصمة أسونسيون . فاز نادي سول دي أمريكا بلقب الدوري الباراغواياني الأول مرتين: في عام 1986 ثم في عام 1991. كما أن لديهم فريقًا قويًا لكرة السلة وقسمًا لألعاب القوى.

## الإنجازات

### محلية
الدوري الباراغوياني
فوز (2): 1986، 1991

### اتحاد أمريكا الجنوبية لكرة القدم
كوبا ليبرتادوريس: 6 مشاركات
أفضل نتيجة: ربع النهائي في موسم 1989